# 歐塞奇鎮區 (密蘇里州科爾縣)
歐塞奇鎮區（英語：Osage Township）是位於美國密蘇里州科爾縣的一個行政鎮區。

## 地方資料
歐塞奇鎮區的面積為172.76平方千米，當中陸地面積為169.13平方千米，而水域面積為3.63平方千米。根據2020年美國人口普查的數據，當地共有人口4204人，而人口密度為每平方千米24.33人。